# Serenades
Serenades è il primo album in studio del gruppo musicale britannico Anathema, pubblicato nel 1993 dalla Peaceville Records.

## Tracce
Testi di Darren White, musiche di Daniel Cavanagh e degli Anathema.
1. Lovelorn Rhapsody – 6:12
2. Sweet Tears – 4:06
3. J'ai fait une promesse – 2:32
4. They (Will Always) Die – 7:06
5. Sleepless – 4:07
6. Sleep in Sanity – 6:46
7. Scars of the Old Stream – 1:06
8. Under a Veil (Of Black Lace) – 7:22
9. Where Shadows Dance – 1:52
10. Dreaming: The Romance – 22:30 – assente nell'edizione statunitense

Traccia bonus nell'edizione giapponese
1. Nailed to the Cross/666 – 4:07

Serenades + Extra Tracks – tracce bonus nell'edizione statunitense
1. All Faith is Lost – 8:03
2. ...And I Lust – 5:46
3. The Sweet Suffering – 6:42
4. Everwake – 2:41
5. Crestfallen – 10:15

Tracce bonus nella riedizione del 2003
1. Eternal Rise of the Sun – 6:36
2. Sleepless 96 – 4:07
3. Dreaming: The Romance – 22:30

## Formazione
Gruppo
- Darren White – voce
- Daniel Cavanagh – chitarra
- Vincent Cavanagh – chitarra
- Duncan Patterson – basso
- John Douglas – batteria

Altri musicisti
- Ruth Wilson – voce (traccia 3)

Produzione
- Anathema, Hammy – produzione
- Mags – ingegneria del suono
- Keith Appleton – missaggio